# Trynidad i Tobago na Mistrzostwach Świata w Lekkoatletyce 2017
Trynidad i Tobago na Mistrzostwach Świata w Lekkoatletyce 2017 – reprezentacja Trynidadu i Tobago podczas mistrzostw świata w Londynie liczyła 20 zawodników, którzy zdobyli 2 medale.

## Zdobyte medale
| Medal | Zawodnik                                                                | Konkurencja        | Rezultat | Data        |
| ----- | ----------------------------------------------------------------------- | ------------------ | -------- | ----------- |
| złoto | Jarrin Solomon Jereem Richards Machel Cedenio Lalonde Gordon Renny Quow | Sztafeta 4 × 400 m | 2:59,35  | 13 sierpnia |
| brąz  | Jereem Richards                                                         | bieg na 200 metrów | 20,11    | 10 sierpnia |

## Skład reprezentacji
Mężczyźni
| Keston Bledman                                                          | bieg na 100 metrów         | 10,26   | 29.   | NQ    | NQ   | NQ        | NQ    |    |    |
| Emmanuel Callender                                                      | bieg na 100 metrów         | 10,25   | 27.   | NQ    | NQ   | NQ        | NQ    |    |    |
| Kyle Greaux                                                             | bieg na 200 metrów         | 20,48   | 16. Q | 20,65 | 19.  | NQ        | NQ    |    |    |
| Jereem Richards                                                         | bieg na 200 metrów         | 20,05   | 1. Q  | 20,14 | 2. Q | 20,11     | brąz  |    |    |
| Machel Cedenio                                                          | bieg na 400 metrów         | 45,77   | 27. Q | 45,91 | 21.  | NQ        | NQ    | NQ | NQ |
| Lalonde Gordon                                                          | bieg na 400 metrów         | 45,02   | 9. Q  | 45,20 | 15.  | NQ        | NQ    | NQ | NQ |
| Renny Quow                                                              | bieg na 400 metrów         | 45,95   | 32.   | NQ    | NQ   | NQ        | NQ    |    |    |
| Mikel Thomas                                                            | bieg na 110 m przez płotki | 13,98   | 37.   | NQ    | NQ   | NQ        | NQ    |    |    |
| Ruebin Walters                                                          | bieg na 110 m przez płotki | 13,63   | 30.   | NQ    | NQ   | NQ        | NQ    |    |    |
| Keston Bledman Kyle Greaux Moriba Morain Emmanuel Callender             | sztafeta 4 × 100 m         | 38,61   | 9.    | —     | —    | NQ        | NQ    |    |    |
| Jarrin Solomon Jereem Richards Machel Cedenio Lalonde Gordon Renny Quow | Sztafeta 4 × 400 m         | 2:59,35 | 2. Q  | —     | —    | 2:58,12 , | złoto |    |    |

| Zawodnik        | Konkurencja    | Kwalifikacje | Kwalifikacje | Finał | Finał   |
| Zawodnik        | Konkurencja    | Wynik        | Pozycja      | Wynik | Pozycja |
| --------------- | -------------- | ------------ | ------------ | ----- | ------- |
| Keshorn Walcott | rzut oszczepem | 86,01        | 3. Q         | 84,48 | 7.      |

Kobiety
| Zawodniczka                                                         | Konkurencja                | Eliminacje | Eliminacje | Półfinał | Półfinał | Finał    | Finał   |
| Zawodniczka                                                         | Konkurencja                | Rezultat   | Pozycja    | Rezultat | Pozycja  | Rezultat | Pozycja |
| ------------------------------------------------------------------- | -------------------------- | ---------- | ---------- | -------- | -------- | -------- | ------- |
| Michelle-Lee Ahye                                                   | bieg na 100 metrów         | 11,14      | 10. Q      | 11,04    | 7. q     | 11,01    | 6.      |
| Kelly-Ann Baptiste                                                  | bieg na 100 metrów         | 11,21      | 16. q      | 11,07    | 8. q     | 11,09    | 8.      |
| Khalifa St, Fort                                                    | bieg na 100 metrów         | 11,44      | 31.        | NQ       | NQ       | NQ       | NQ      |
| Michelle-Lee Ahye                                                   | bieg na 200 metrów         | DNS        | DNS        | NQ       | NQ       | NQ       | NQ      |
| Kayelle Clarke                                                      | bieg na 200 metrów         | 23,75      | 35.        | NQ       | NQ       | NQ       | NQ      |
| Semoy Hackett                                                       | bieg na 200 metrów         | 23,50      | 26. Q      | 23,54    | 23.      | NQ       | NQ      |
| Domonique Williams                                                  | bieg na 400 metrów         | 53,72      | 45.        | NQ       | NQ       | NQ       | NQ      |
| Deborah John                                                        | bieg na 100 m przez płotki | DNF        | DNF        | NQ       | NQ       | NQ       | NQ      |
| Sparkle McKnight                                                    | Bieg na 400 m przez płotki | 55,46      | 11. Q      | 56,59    | 19.      | NQ       | NQ      |
| Semoy Hackett Michelle-Lee Ahye Khalifa St. Fort Kelly-Ann Baptiste | Sztafeta 4 × 100 m         | 42,91      | 8. q       | —        | —        | 42,62    | 6.      |